# Koman (Albanie)
Pour les articles homonymes, voir Koman.
Koman est un endroit habité de l'ancienne municipalité de Temal, dans le comté de Shkodër, au nord de l'Albanie. 
Son nom fait référence aux Coumans et a également donné le nom à la culture Komani (en), autour de laquelle se construit une théorie importante de la transition entre Illyriens et Albanais.

## Histoire
Lors de la réforme du gouvernement local de 2015, Koman est devenu une partie de la municipalité de Vau i Dejës. 
La centrale hydroélectrique (en) a pris son nom.